# Ángela Graupera
Ángela Graupera y Gil (Barcelona, 9 de junio de 1876 -29 de marzo de 1940) fue una escritora española, enfermera, conferenciante, pacifista y activista a favor de cambios sociales feministas e igualitarios. Está considerada la primera catalana corresponsal de guerra -la primera corresponsal de guerra española fue Carmen de Burgos que cubrió la guerra --mientras ejercía de enfermera en Serbia-- durante la Primera Guerra Mundial. A partir de 1920 publicó 44 novelas críticas con la familia patriarcal y el papel de la mujer en la sociedad en La Revista Blanca. También se dedicó a dar conferencias en defensa de la paz, los derechos de las mujeres, las cooperativas y los derechos de los trabajadores hasta 1935 en que publicó una de sus obras más conocidas "El gran crimen. Lo que yo he visto en la guerra" recopilación de sus vivencias en el frente, reeditada en 2018.

## Biografía
Ángela Graupera y Gil nació el 9 de junio de 1876 en Barcelona, fue la segunda de las cinco hijas de Josep Graupera y Majó y de Carmen Gil y Llauradó, criándose en una familia burguesa. Su hermana mayor fue Teresa, y sus hermanas pequeñas Carmen, Mercedes y Francisca. Se casó con Manuel Buxedas y Aupí, más tarde propietario de la confitería «El Gurugú» en Melilla. Tuvieron una única hija, Ángela Buxedas y Graupera, nacida en Barcelona el 14 de febrero de 1900, y muerta en Barcelona el 13 de enero de 1963. Su hija se casó con Antonio Calvo, y tuvieron un hijo Manuel Calvo y Buxedas.
Considerada una mujer avanzada a su época, protestó contra la realidad que le rodeaba como escritora y activista. En abril de 1913 inició los estudios de enfermera practicante en el Hospital Clínico de Barcelona y en junio de 1914 obtuvo el título. A los 38 años y recién titulada, decidió irse a Serbia como enfermera voluntaria de la Cruz Roja francesa. Embarcó en Barcelona el 30 de agosto de 1914 para atender heridos en Nis, en Serbia. El 15 de marzo de 1915 se vio obligada a regresar a Barcelona, donde pasó nueve meses. El 8 de noviembre de 1915 volvió a embarcar rumbo a Serbia y así explicó los motivos de su ausencia:

“Hanse cumplido diez días desde que embarqué en Marsella con rumbo a Salónica, para desde allí trasladarme a Servia, de donde salí hace algunos meses para regresar a España en busca de reposo para mi conturbado espíritu y para mi derrengado cuerpo, que ímprobo fue el trabajo y los sufrimientos morales que hubimos de soportar cuantos prestamos nuestros servicios en los hospitales de sangre”
(Las Noticias, 8/11/1915).

Desde Serbia empezó a enviar artículos siendo con Carmen de Burgos una de las primeras corresponsales de guerra españolas en la prensa con sus colaboraciones en el diario Las Noticias, de Barcelona.
En agosto de 1916 pasó una estancia de tres meses en Barcelona para visitar a su padre gravemente enfermo.
El 7 de octubre de 1916 el periódico El Liberal publicó la entrevista sobre su experiencia en la guerra. Allí explicaba que tenía intención de trasladarse a Grecia donde una guerra civil estaba conduciendo a Atenas a una situación crítica.  Se instaló en este país durante cuatro años hasta el 8 de julio de 1918. Su padre falleció el 11 de marzo de 1918.
Después de la guerra se convirtió en una ferviente activista y a partir de 1920 publicó 44 novelas críticas con la familia patriarcal y el papel de la mujer en la sociedad en La Revista Blanca de los padres de la anarquista Federica Montseny.
Se dedicó a dar conferencias en diferentes puntos de Cataluña sobre la paz, en defensa de los derechos de las mujeres, de las cooperativas y de los derechos de los trabajadores. La localización en 2018 de un artículo de Josep Maria Calbet y Mercè Viger i Rovira "La infermera Àngela Graupera i Gil (1876-1960)" publicado en la revista de la Real Academia de Medicina de Cataluña ofrece otras pistas sobre su figura.
En 1922 colaboró en El Día Gráfico en temas relacionados con la situación de las mujeres, posiblemente de la mano de Carmen Karr.
En 1923 durante la Dictadura de Primo de Rivera (1923-1931) se exilió en Bélgica donde asentó sus posiciones antibelicistas. Su amistad con Regina de Lamo y Michaela Chalmeta parecen marcarla en este sentido.
Simpatizó con la CNT hasta la desaparición de Salvador Seguí. Posteriormente se acerca a las posiciones de la USC. Formó parte del Comité Femenino de Reformas Sociales, el Front Únic Esquerrista o el Comité Catalán contra la Guerra. Fue vicepresidenta de la Sección Femenina de Esquerra Republicana y presidió la Acadèmia de Sociología de Barcelona.
Tras su estancia en Bélgica regresó a Cataluña en los años finales de la dictadura, hacia el 1928-29. 
En 1936 los periódicos dejan de mencionarla, posiblemente, según los investigadores de su biografía por la censura a raíz de la Guerra civil española. Sobrevivió a los bombardeos de julio de 1936 de Barcelona. Su marido falleció el 1 de septiembre de 1936. Desde entonces y hasta su muerte en Barcelona, el 29 de marzo de 1940, no se sabe mucho.

## Obra
Sus crónicas como corresponsal de guerra se caracterizan por una gran capacidad de análisis. Ofrece en ellas informaciones amplias, contrastadas y menudo transcritas literalmente de fuentes oficiales y su mirada crítica se fundamenta con argumentos investigados y presentados con claridad. Escribe con contundencia tanto afirmando como silenciando, con el objetivo de no condicionar ni manipular el lector, señalan los investigadores de su obra Desirée Oñate y Josep Maria Reyes.
Sobre El gran crimen (1935) la periodista Mercè Ibarz señala: Escrito en primera persona, a retazos rápidos, en notas de la autora tras las penosas jornadas en su hospital alucinante, se lee como un documental. Sus imágenes, en bruto, se suceden en un texto premonitorio de lo que el escritor Samuel Beckett diría después: el estilo no es más que un corbatín en un cuello canceroso. Hace pensar también en el documental de John Huston al volver de la II Guerra Mundial, Let there be light (Que se haga la luz, 1946), rodado en un hospital para soldados enfermos mentales. Y su primera persona, su yo alejado de pretensiones y narcisismos, se avanza al documental y al arte feministas de los 60-70. Tanto es su fulgor y pureza, su verdad y su brío.
En diciembre de 2018 se ha reeditado El gran crimen. Lo que yo he visto en la guerra. 

### Novelas
Además de sus crónicas Graupera escribe para colección de pequeñas novelas "La Novela ideal" de literatura popular de propuestas de escritoras anarquistas y socialistas para sus lectoras proletarias, planteando otras forma de relación de pareja.
Compartirá colecciones de novelas con Federica Montseny, Regina Opisso, Maria Solà, Carlota O'Neill, Romilda Mayer, y Joaquina Colomer, Rosario Montes, Dora Ferré, Marta Espinosa y algunas más en una colección de novelas que por primera vez se dirigen a la clase trabajadora y donde la mujer es modelo y protagonista activa de las narraciones. Unas novelas que instruyen la generación de mujeres que participarán activamente en el esfuerzo constructivo del período 1936-39. Y unas novelas que, en el caso de Ángela Graupera, se seguirán reeditando en el exilio anarquista de Toulouse por Federica Montseny, heredera del proyecto editorial de sus padres.
Graupera escribe más de treinta títulos donde hace especial incidencia en historias de mujeres: madres solteras, hijos huérfanos, problemas de trabajo, etc. A pesar de esta actividad periodística y de novelista, durante los años de la revolución no aparece en los entornos anarquistas o de Mujeres Libres. 

## Publicaciones
- La persecución del helenismo en Turquía (1920). Reeditado en 2021.
- El gran crimen. Lo que yo he visto en la guerra (1935). Reeditado en 2018.

### Novelas
- La herencia	(1924)
- Carmela	(1925)
- La venganza de Jaime	(1925)
- La alondra (1926)
- Aura popular	(1927)
- El corazón de la Esfinge	(1927)
- La pequeña hechicera	(1927)
- El retorno a la Tierra	(1927)
- Bajo los cerezos	(1928)
- Como las abejas	(1928)
- En las garras del hombre	(1928)
- La tentación	(1928)
- Camino de amor	(1929)
- La moral de la gente bien	(1929)
- Corazón de mujer	(1930)
- El abismo	(1930)
- El batelero	(1931)
- El despertar	(1931)
- Los viejos	(1931)
- Alma de inquisidor	(1932)
- La cigarra y la hormiga	(1932)
- La vocación	(1932)
- Padre y verdugo	(1932)
- En familia	(1933)
- La mujer que se vendió	(1933)
- La pequeña rebelde	(1933)
- Los rebeldes	(1933)
- Sacrificio 	(1933)
- El amo	(1934)
- Ofrenda de amor	(1934)
- La mancha de sangre	(1934)
- La romántica	(1934)
- En busca del amor	(1935)
- Los dos caminos	(1935)
- Odio y amor	(1935)
- La redimida	(1935)
- El vagabundo	(1935)
- Ansias de volar	(1936)
- La cadena	(1936)
- La herencia (1936)
- La casita blanca (1936)
- La madre (1937)
- Amor que vuelve
- El castillo de la actividad